# أليخاندرو جاليندو
أليخاندرو جاليندو (بالإسبانية: Alejandro Galindo)‏ (5 مارس 1992 بغواتيمالا في غواتيمالا - ) هو لاعب كرة قدم غواتيمالي في مركز الوسط. شارك مع منتخب غواتيمالا لكرة القدم. أما مع النوادي، فقد لعب مع إنديبنديينتي سانتا في وميونيسيبال وAntigua GFC ‏ وAtlético Juventud Girardot ‏.

## مسيرته الكروية
لعب أليخاندرو جاليندو خلال مسيرته الاحترافية مع 4 أندية في تسعة مواسم وسجل خلالها 12 هدفًا ضمن 219 مباراة. ولم يفز بأي موسم بالكأس وفاز في خمسة مواسم بالدوري.
خاض أليخاندرو جاليندو مسيرته مع نادي إنديبنديينتي سانتا في في عامي 2011-2013 ولمدة موسمين، مشاركًا في 3 مباريات ولم يسجل أي هدف. ثم انتقل إلى نادي ميونيسيبال في موسم 2013–14 لمدة موسم واحد، حيث شارك في 4 مباريات ولم يسجل أي هدف أيضًا. لينتقل بعدها إلى Antigua GFC ‏ في موسم 2014–15 ليلعب معه خمسة مواسم، مشاركًا في 182 مباراة سجل خلالها 10 أهداف. ثم انتقل إلى نادي كوميونيكيشنس في موسم 2019–20 لمدة موسم واحد، مشاركًا في 30 مباراة سجل خلالها هدفين.

## وصلات خارجية
- أليخاندرو جاليندو على موقع الاتحاد الدولي (مؤرشف)  (الإنجليزية)
- أليخاندرو جاليندو على موقع قاعدة بيانات كرة القدم.إي يو (الإنجليزية)
- أليخاندرو جاليندو على موقع ناشيونال فوتبول تيمز (الإنجليزية)
- أليخاندرو جاليندو على موقع Soccerway.com (الإنجليزية)